# Федотово (Федотовский сельсовет, Вологодский район)

Федотовское сельское поселение на схеме района

Федо́тово — посёлок в Вологодском районе Вологодской области, образует Федотовское сельское поселение.
Крупнейший населённый пункт Вологодского района.

## Расположение
Посёлок расположен на западе Вологодского района, на границе с Шекснинским районом. Граничит со Старосельским сельским поселением. Ближайшая железнодорожная станция Кипелово — расположена в одноимённом посёлке в 4 км севернее Федотово.
В 10 км южнее Федотово проходит автотрасса А114 (Вологда — Новая Ладога), расстояние по трассе до Вологды — около 40 км. 
Возле посёлка протекает речка Шомба.

## История
Посёлок был построен как военный городок при аэродроме Кипелово в 1963 году. В 1966 году он получил название Федотово в честь первого командира 392 отдельного дальнего разведывательного авиационного полка А. С. Федотова (ВВС Северного флота).
В 1965 году в посёлке была построена общеобразовательная школа, в 1966 году — детский сад и музыкальная школа, в 1970 году — Федотовская участковая больница.

## Население
| 2002  | 2010  | 2012  | 2013  | 2014  | 2015  | 2016  |
| ----- | ----- | ----- | ----- | ----- | ----- | ----- |
| 4823  | ↗5106 | ↗5250 | ↘4924 | ↘4831 | ↘4821 | ↘4783 |
| 2017  | 2018  | 2019  | 2020  | 2021  |       |       |
| ↘4605 | ↘4470 | ↘4336 | ↘4256 | ↘4228 |       |       |

## Муниципальное образование
1 января 2006 года в соответствии с Федеральным законом № 131 «Об общих принципах организации местного самоуправления в Российской Федерации» было образовано Федотовское сельское поселение, в которое вошёл Федотовский сельсовет, состоявший из одного посёлка Федотово. Код ОКТМО — 19 620 494.